# Suspenseur (Dune)
Pour les articles homonymes, voir Suspenseur.
La technique du suspenseur est abondamment utilisée dans l'univers de Dune. 
Elle permet comme son nom l'indique d'appliquer une gravité artificielle à un objet.
Elle est dérivée des recherches du savant Tio Holtzman et a été mise au point par Norma Cenva. 
Cette invention a fait l'objet d'un contentieux entre le savant Holtzman allié au seigneur Niko Bludd de Poritrin et Aurelius Venport le mécène de Norma au début de la commercialisation par la société VenKee des brilleurs qui en sont une des applications.
Dans l'univers de Dune, cette technique est utilisée pour les brilleurs (éclairage), les véhicules terrestres (barge de transport), la ceinture du baron Vladimir Harkonnen qui lui permet de se mouvoir, les armes (dard chercheur-tueurs).